# Municipio de Pigeon (condado de Warrick)
El municipio de Pigeon (en inglés: Pigeon Township) es un municipio ubicado en el condado de Warrick en el estado estadounidense de Indiana. En el año 2010 tenía una población de 979 habitantes y una densidad poblacional de 9,32 personas por km².

## Geografía
El municipio de Pigeon se encuentra ubicado en las coordenadas 38°10′23″N 87°4′37″O / 38.17306, -87.07694. Según la Oficina del Censo de los Estados Unidos, el municipio tiene una superficie total de 105.09 km², de la cual 104,81 km² corresponden a tierra firme y (0,27 %) 0,28 km² es agua.

## Demografía
Según el censo de 2010, había 979 personas residiendo en el municipio de Pigeon. La densidad de población era de 9,32 hab./km². De los 979 habitantes, el municipio de Pigeon estaba compuesto por el 98,26 % blancos, el 0,31 % eran afroamericanos, el 0,2 % eran amerindios, el 0,61 % eran de otras razas y el 0,61 % eran de una mezcla de razas. Del total de la población el 0,51 % eran hispanos o latinos de cualquier raza.